# 瀬川深
瀬川 深（せがわ しん、1974年 - ）は、日本の小説家。
名前は筆名であり、小児科医で歌人・俳人の瀬川深（せがわ ふかし）から採ったものである。

## 経歴
岩手県盛岡市に生まれる。
栃木県立宇都宮高等学校を経て東京医科歯科大学医学部を卒業し、博士課程を修了して医学博士を授かる。2007年に「mit Tuba」で第23回太宰治賞を受賞する。旅行と合気道を趣味とする。高校時分から文を綴り始めた。SNSなどで旺盛な発言を頻繁に繰り返す。

## 作品リスト

### 単行本
- 『チューバはうたう―mit Tuba』（2008年3月、筑摩書房 / 2016年9月、小学館文庫）ISBN 978-4-480-80411-2
  - チューバはうたう―mit Tuba（「mit Tuba」を改題。ドイツ語で「チューバとともに」）
  - 飛天の瞳（書き下ろし）
  - 百万の星の孤独（書き下ろし）
- 『ミサキラヂオ』（2009年3月、〈想像力の文学〉早川書房）ISBN 978-4-15-209012-6
- 『我らが祖母は歌う』（2010年11月、朝日新聞出版）ISBN 9784022508119
- 『ゲノムの国の恋人』（2013年7月、小学館 / 2016年11月、小学館文庫）ISBN 9784093863599
- 『SOY! 大いなる豆の物語』 (2015年3月、筑摩書房) ISBN  978-4480804563

### 単行本未収録作品
- 猫がラジオを聴いていたころ（『群像』2008年4月号）
- 五月、隣人と、隣人たちと(『すばる』2011年9月）
- 東京の長い白夜（『すばる』2012年3月号）
- 目の中の水（『すばる』2013年2月号）